# Kituba
Ne doit pas être confondu avec Kikongo.
«  Kikongo ya leta » et «  Kikongo du gouvernement » redirigent ici. Pour les autres significations, voir Kikongo (homonymie).
Cet article concerne la langue bantoue. Pour le genre d'araignées, voir Kituba (genre).
 (janvier 2014).
Si vous disposez d'ouvrages ou d'articles de référence ou si vous connaissez des sites web de qualité traitant du thème abordé ici, merci de compléter l'article en donnant les références utiles à sa vérifiabilité et en les liant à la section « Notes et références ».
Le kituba, aussi appelé munukutuba, kikongo ya leta ou kikongo du gouvernement, est un créole basé sur le kikongo, mais aussi une langue véhiculaire parlée comme seconde ou première langue en république du Congo, entre Brazzaville et Pointe-Noire et en république démocratique du Congo par plus de 4 millions de personnes .
Le nom kikongo est souvent utilisé à tort pour désigner le kituba.

## Histoire
D’après Thomas Albert Sebeok et Jack Berry, lorsque les commerçants, explorateurs et colons européens sont arrivés pour la première fois dans la région des Kongos, le fiote a été utilisé comme moyen de communication entre européens et africains.
Ces auteurs disent plus loin ne pas savoir exactement quand est-ce qu’une forme très simplifiée du kikongo avait été utilisée comme moyen de communication entre Kongos et africains non Kongos. Mais Fr. Swartenbroekx suggère qu’au XVIe siècle il y avait la présence d’une forme simplifiée du Kimpangu dans le Kwilu-Kwango.
Ce qui est sûr, c’est que le kituba (kikongo ya leta) a émergé durant les colonisations belge et française (1885-1960), notamment avec la construction du chemin de fer Matadi-Kinshasa occasionnant la main d’œuvre des africains non Kongos ou encore avec les compagnies commerciales, les missionnaires, les agents de l’Etat colonial Belge, les caravaniers et les porteurs africains allant des régions kongos aux régions non kongos (exemples: Loango-Brazzaville, Kongo central-Kwango) ainsi qu’avec un grand nombre d’enfants orphelins lingalaphones qui furent amenés à Boma pour y recevoir l’instruction puis avec la construction du chemin de fer Pointe Noire-Brazzaville,,,,,,,. Qui plus est, kituba était anciennement appelé kibulamatadi (ou kibulamatari, c’est-à-dire le parler des briseurs de pierres en français), kikwango (littéralement : le parler du kwango), ikeleve (littéralement : il n’en est rien), kizabave (littéralement : ne pas savoir) ou encore kikongo bâtard. Dans les milieux universitaires, le kituba est appelé kituba, munukutuba, monokutuba, kikongo ya leta – leta est le dérivé du français « l'État » et fait référence à l’État colonial Belge – puis kikongo-kituba pour le différencier du kikongo (kiyombe, kizombo, kisundi, kimanianga, kisikongo, etc.),,,.
L'essentiel des mots du kituba proviennent du kikongo. D'autres langues africaines (yansi, téké, lingala, swahili, etc.) ont également influencé le kituba. Outre cela, de nombreux mots ont été empruntés au français, au portugais et à l'anglais.

## Classification

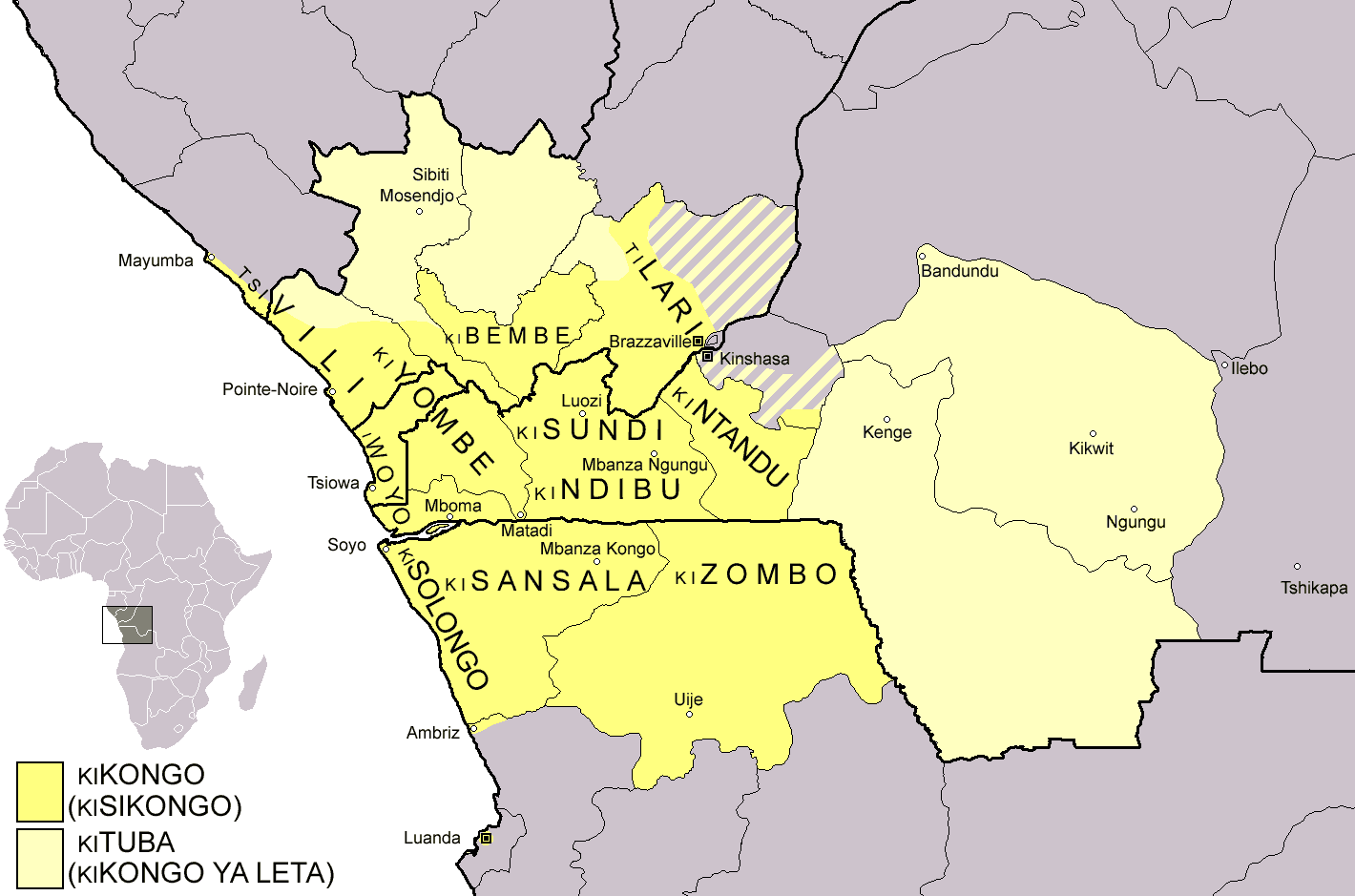
Distribution géographique des langues kongo et du kituba. N. B. ,, : Le kisikongo (aussi appelé kisansala par certains auteurs) est le kikongo parlé à Mbanza Kongo. Le kisikongo n’est pas la langue mère qui porte le groupe linguistique kongo.

En République démocratique du Congo, le kikongo ya leta est parlé comme langue véhiculaire (lingua franca) dans les provinces du Kongo central, du Kwango et du Kwilu et, dans une moindre mesure, à Kinshasa, au Mai-Ndombe et au Kasaï.
En République du Congo, le kituba est parlé dans les régions de Kouilou,  Pointe-Noire, Niari, Bouenza, Lékoumou et dans la capitale Brazzaville. Le lingala est plus populaire dans le nord du pays.

### Déclaration universelle des Droits de l’Homme en kituba
L’Haut-Commissariat des Nations unies aux droits de l'homme a publié une traduction de la Déclaration universelle des Droits de l’Homme en kituba (ou kikongo ya leta, aussi appelé par erreur kikongo).

### Kituba ou Kikongo ya leta sur Google Traduction
Le 27 juin 2024 Google a annoncé l’ajout de 110 langues dont le kituba et le kikongo dans Google Traduction. Cependant, il s’avère que Google a seulement ajouté le kituba et l’appelle aussi par erreur kikongo,,.

« Ce qui est généralement appelé le kikongo renvoie en fait à un ensemble de plusieurs langues étroitement apparentées, plutôt qu’à un seul et unique parler. »

— Koen Bostoen et Gilles-Maurice de Schryver, dans: Une archéologie des provinces septentrionales du royaume Kongo, 2018

## Statut
La Constitution de 2002 de la République du Congo utilise le nom « kituba » (kituba signifie parler ou énoncer) pour dénommer la langue, remplaçant le terme  « munukutuba » (munukutuba signifie moi, je dis ou moi, je parle), utilisé dans les constitutions précédentes. Le nom officiel de la langue y est donc « kituba »,,.
En République démocratique du Congo, la Constitution spécifie que le kikongo est une des quatre langues nationales ,, mais le kikongo ya Leta est utilisé dans l’administration, à la radio et à la télévision ,,,. Ceci peut s’expliquer par le fait que « kikongo ya Leta » (kikongo ya Leta signifie kikongo de l’État ou kikongo du gouvernement) est appelé à tort « kikongo » ,,,.

## Différences entre le kikongo et le kituba
Quelques exemples de différences entre le kikongo (kisikongo, kizombo, kisolongo, iwoyo, kiyombe, kisingombe, kintandu, kimanianga, kindibu, civili, ciladi (lari), etc.) et le Kituba (ou Kikongo ya leta, Munukutuba, Monokutuba),, :
1. Conjugaison : En kikongo (kisikongo, kizombo, kisolongo, iwoyo, kiyombe, kisingombe, kintandu, kimanianga, kindibu, civili, ciladi (lari), etc.) la conjugaison d'un temps aux différentes personnes s'effectue par le changement des affixes verbaux (ou pronoms préfixes) contrairement en kituba (ou kikongo ya leta, monokutuba, munukutuba) (voir ci-dessous).
Exemple : verbe être conjugué au présent en kikongo (vili et ibinda) et kituba :
| Français         | Kikongo (Civili)                       | Kikongo (Cibinda / Tchibinda) (en) | Kituba (ou Kikongo ya leta) |
| ---------------- | -------------------------------------- | ---------------------------------- | --------------------------- |
| Être             | Kuba                                   | Kuba ou Uba                        | Kuvuanda ou Kuvanda         |
| Je suis          | I ke (ou I kele)                       | Nkele                              | Munu / Mono Ke (ou Kele)    |
| Tu es            | Ke (ou Kele)                           | Kele                               | Nge Ke (ou Kele)            |
| Il / Elle est    | Ke (ou Kele)                           | Kele                               | Yandi Ke (ou Kele)          |
| Nous sommes      | Tu ke (ou Tu kele)                     | Tukele                             | Beto Ke (ou Kele)           |
| Vous êtes        | Lu ke (ou Lu kele)                     | Lukele                             | Beno Ke (ou Kele)           |
| Ils / Elles sont | Ba ke (ou Ba kele)/ Be ke (ou Be kele) | Bakele                             | Bau / Bo Ke (ou Kele)       |

2. La négation
| Différences de négation entre le Kikongo et le Kituba                                                                           | |
| Kikongo | Kituba (ou Kikongo ya leta)                                                                                          |
| --- | --- |
| K'usumbidi KO / Kusumbidi KO : Tu n’ as pas acheté                                                                              | Yandi ke na nsoni VÉ : Il / Elle n’a pas honte                                                                       |
| KA tusingasala KO : Nous ne travaillerons pas                                                                                   | Munu / Mu ke mona nge VÉ : Je ne te vois pas                                                                         |
| Luzingu lu kéli KUVÉ tok’ luboti, si sènde vandi si kéli : La vie n’ est pas faite seulement de roses, mais aussi d’épines Etc. | Beto ke dia VÉ : Nous ne mangeons pas Yandi vuandaka kusala VÉ : Il / Elle n’avait pas l'habitude de travailler Etc. |

3. La manière de dire "je t'aime" est différente :
| Je t'aime en Kikongo | Je t'aime en Kituba (ou Kikongo ya leta) |
| -------------------- | ---------------------------------------- |
| Yi Ku zolele Etc.    | Mu ke zola nge Etc.                      |

4. La manière de dire "Mon nom est" est différente :
| Mon nom est en Kikongo | Mon nom est en Kituba (ou Kikongo ya leta)                    |
| --- | ------------------------------------------------------------- |
| Nkumbu ame / Nkumbu ami / Nkumbu ani / Dizina diame (ou zina diame) / Dizina diami (ou zina diami) / Dizina diani (ou zina diani) / Lizina liami, etc. | Zina na mono kele / Nkumbu ya mono kele / Nkumbu ya munu kele |

5. Classes nominales :
Les préfixes nominaux ne sont pas complètement les mêmes (voir dans les grammaires du kikongo et kituba)

## Écriture
L'alphabet latin est utilisé  pour transcrire le kituba.
L’écriture mandombe, créée en République démocratique du Congo, est aussi utilisée pour transcrire le kituba.

### Ordre alphabétique
| A | B | D | E | F | G | I | K | L | M | MB | MF | MP | MV | N | ND | NG | NK | NL | NS | NT | NZ | O | P | S | T | U | V | W | Y | Z |
| a | b | d | e | f | g | i | k | l | m | mb | mf | mp | mv | n | nd | ng | nk | nl | ns | nt | nz | o | p | s | t | u | v | w | y | z |

## Prononciation

### Voyelles
|          | Antérieur | Postérieur |
| -------- | --------- | ---------- |
| Fermé    | /i/, /iː/ | /u/, /uː/  |
| Mi-fermé | /e/, /eː/ | /o/, /oː/  |
| Ouvert   | /a/, /aː/ |            |

Le kituba possède cinq voyelles dont la quantité vocalique change le sens, donc cinq voyelles courtes et cinq voyelles longues.
La longueur de voyelle change le sens des mots des paires minimales :
- [kùsìkísà] (faire tarir) et [kùsìːkísà] (vanter, se vanter)
- [kùsálà] (travailler) et [kùsáːlà] (mépriser)
- [kùtéká] (vendre) et [kùtéːkà] (apparaître)
- [kùsóla] (défricher) et [kùsóːlà] (choisir)
- [kùkúlà] (grandir) et [kùkúːlà] (délivrer)

### Consonnes
|                  | Bilabial | Bilabial | Labio- dental | Labio- dental | Alvéolaire | Alvéolaire | Post- alvéolaire | Post- alvéolaire | Palatal | Palatal | Vélaire | Vélaire |
| ---------------- | -------- | -------- | ------------- | ------------- | ---------- | ---------- | ---------------- | ---------------- | ------- | ------- | ------- | ------- |
| Occlusif         | p        | b        |               |               | t          | d          |                  |                  |         |         | k       | g       |
| Nasal            | m        | m        |               |               | n          | n          |                  |                  |         |         | ŋ       | ŋ       |
| Fricatif         |          |          | f             | v             | s          | z          | (ɕ)              | (ʑ)              |         |         |         |         |
| Spirant          |          |          |               |               |            |            |                  |                  | j       | j       |         |         |
| Spirant latérale |          |          |               |               | l          | l          |                  |                  |         |         |         |         |

Dans certaines variétés du kituba :
- [ʑ], [dʑ] et [dz] sont allophones de /z/
- [ɕ], [tɕ] et [ts] sont allophones de /s/
- [tɕ] est allophone de /k/
- [r] est allophone de /d/

#### Prénasalisation
Le kituba contient plusieurs consonnes prénasalisées :
| Consonnes       | b  | d  | ɡ  | p  | t  | k  | f  | v  | s  | z  |
| Prénasalisation | mb | nd | ŋg | mp | nt | ŋk | mf | mv | ns | nz |

Les consonnes occlusives sourdes prénasalisées sont souvent substituées par leurs équivalents non prénasalisés :
- /mp/: [mp] ou [p]
  - e.g.: mpimpa est prononcé [mpi.mpa] mais parfois [pimpa] ou [pipa]
- /nt/: [nt] ou [t]
  - e.g.: ntinu est prononcé nti.nu mais parfois [ti.nu]
- /ŋk/: [ŋk] or [k]
  - e.g.: nkento est prononcé [ŋke.nto] mais parfois [ke.nto]
- /ns/: [ns] or [s]
  - e.g.: nionso est prononcé [ɲo.nso] mais parfois [ɲo.so]

Les consonnes occlusives sonores prénasalisées, /mb/, /nd/, /ŋg/, /nz/ ne varient pas en général.
Les consonnes fricatives prénasalisées sont parfois substituées par leurs équivalents affriqués :
- /nz/: [nz] ou [ndz]
  - e.g.: manzanza est prononcé [ma.nza.nza] mais parfois [ma.ndza.ndza]
- /mf/: [mf] ou [mpf]
  - e.g.: mfumu est prononcé [mfu.mu] mais parfois [mpfu.mu]

## Grammaire

### Pronoms personnels
| Pronoms personnels sujets en kituba | Traduction en français |
| ----------------------------------- | ---------------------- |
| Munu / Mono / Mu                    | Je                     |
| Nge                                 | Tu                     |
| Yandi                               | Il ou elle             |
| Beto                                | Nous                   |
| Beno                                | Vous                   |
| Bau / Bo                            | Ils ou elles           |

| Je t'aime en kituba                                                                                            |
| --- |
| Mu (ou Munu, Mono) zola nge / Munu me zola nge / Mu me zola nge / Me zola nge / Mono (ou Mu, Munu) ke zola nge |

### Classes nominales
Classes nominales en kituba (kikongo ya leta) ,, :
| classe | préfixe nominal | exemple        | traduction          |
| ------ | --------------- | -------------- | ------------------- |
| 1      | mu-             | muzombi        | chasseur            |
| 2      | ba-             | bazombi        | chasseurs           |
| 3      | mu-             | mulangi        | bouteille           |
| 4      | mi-             | milangi        | bouteilles          |
| 5      | di-             | dinkondé       | banane              |
| 6      | ma-             | mankondé       | bananes             |
| 7      | ki-             | kiti           | chaise              |
| 8      | bi-             | biti           | chaises             |
| 9      | n-/m-           | nzo            | maison              |
| 11     | lu-             | lusuki         | poil                |
| 2      | ba-             | basuki/bansuki | poils               |
| 12     | ka-             | kamwana        | tout petit enfant   |
| 13     | tu-             | tubana         | tout petits enfants |
| 14     | bu-             | bunduki        | fusil               |
| 6      | ma-             | manduki        | fusils              |
| 15     | ku-             | kudya          | manger              |
| 19     | fi-             | fimasa         | un peu d’eau        |

On peut dénombrer neuf classes ou particules. La plupart renvoient à des catégories philosophiques, présentes dans cette zone géographique. Elles vont par paire (singulier/pluriel). Seules deux classes n'admettent pas de pluriel.
- Classes ou particules allant par paire (singulier/pluriel) :
  - mu-/ba- (1/2)
    - e.g.: mukongo un kongo, bakongo les kongos

  - mu-/mi- (3/4)
    - e.g.: mulangi une bouteille, milangi bouteilles

  - di-/ma- (5/6)
    - e.g.: dinkonde une banane, mankonde bananes

  - ki-/bi- (7/8)
    - e.g.: kima une chose, bima choses

  - lu-/tu- (11/13)
    - e.g.: ludimi une langue, tudimi ou baludimi langues

  - yi-/bayi- (2)
    - e.g.: yinti un arbre, bayinti arbres

  - n-/ban- (9/2)
    - e.g.: ngulu un porc, un cochon, bangulu porcs, cochons

  - ka-/tu-
    - e.g.: kamwana tout petit enfant, tubana petits enfants
- Classes ou particules qui n'admettent pas de pluriel :
  - Préfixes ou classes d'abstraction : bu-, lu-
  - Préfixes ou classes (ou particules) verbales : ku-

Il est très important de noter qu'en munukutuba, la reconnaissance du genre passe en second lieu. Il apparaît uniquement lorsque l'on veut préciser qu'il s'agit du masculin ou du féminin. On fait dans ce cas appel à un adjectif approprié.

### Conjugaison
Les verbes du kituba se conjuguent en ajoutant des préfixes et suffixes à la racine.

#### Mode indicatif
| temps   | nuance      | préfix/suffix | exemple        |
| ------- | ----------- | ------------- | -------------- |
| passé   | antérieur   | -ak-          | saláka         |
| passé   | récent      | mé            | mé sála        |
| passé   | historique  | vandaka ku-   | vandáka kusála |
| passé   | continuatif | mé -ak-       | mé saláka      |
| présent | général     | ké            | ké sála        |
| présent | général     | (1) kéna ku-  | kéna kusála    |
| présent | continuatif | ké -ak-       | ké saláka      |
| futur   | immédiat    | ké            | ké sála        |
| futur   | éloigné     | ta            | ta sála        |
| futur   | continuatif | ta -ak-       | ta saláka      |

#### Mode impératif
| nuance    | exemple |
| --------- | ------- |
| momentané | sála    |
| habituel  | saláka  |

## Littérature
Un livre (Nelson Rolihlahla Mandela: Mbandu ya luzingu par Protais Yumbi) écrit en Kikongo ya Leta a été finaliste de l'édition 2018 des Grands Prix des associations littéraires,.